# Поветкин, Степан Иванович
Степа́н Ива́нович Пове́ткин (15 августа 1895, село Русская Журавка, Воронежская губерния — 1 мая 1965, Москва) — советский военный деятель, генерал-лейтенант (28.04.1943).

## Биография
Степан Иванович Поветкин родился 15 августа 1895 года в селе Русская Журавка (ныне — Верхнемамонского района Воронежской области).

### Первая мировая и гражданская войны
В 1915 году призван в ряды Русской императорской армии и направлен в Ингерманландский 9-й пехотный полк. После окончания учебной команды воевал в полку на Юго-Западном фронте на должностях командира отделения, взвода и роты. В феврале 1918 года в чине прапорщика демобилизован из рядов армии, после чего вступил в красногвардейский отряд при ликвидационной комиссии в Калуге, где получал назначение на должность командира взвода.
В мае призван в ряды РККА и назначен на должность инструктора допризывной подготовки Журавского участкового военкомата (Воронежская губерния), а в апреле 1919 года — на должность младшего командира отдельной сапёрной роты Богучарского стрелкового полка (Южный фронт). С сентября Поветкин находился на лечении в 1928-м эвакогоспитале в Пензе и после выздоровления в феврале 1920 года вернулся на Южный фронт, служил на должностях командира отделения и помощника командира взвода в 1-м ударном полку (Образцовая отдельная стрелковая бригада). В мае того же года назначен на должность командира взвода и временно исполняющего должность командира отряда учебного батальона во 2-й Донской стрелковой дивизии, а в октябре — на должность командира роты 10-го стрелкового полка этой же дивизии. Принимал участие в боевых действиях против войск под командованием генералов А. И. Деникина, С. Г. Улагая, П. Н. Врангеля и Н. И. Махно.

### Межвоенное время
В апреле 1921 года Поветкин направлен на учёбу на повторное отделение Краснодарских пехотных курсов комсостава, после окончания которого вновь направлен во 2-ю Донскую стрелковую дивизию (Северокавказский военный округ), дислоцированную в Новочеркасске, где служил на должностях командира батальона и роты в 10-м стрелковом полку и командира взвода в 4-м стрелковом полку, а с июля 1922 года — помощником начальника и начальником пулемётной команды в составе 25-го и 27-го стрелковых полков (9-я Донская стрелковая дивизия), дислоцированных в Ростове-на-Дону.
В октябре 1924 года направлен на учёбу на Стрелково-тактические курсы «Выстрел», после окончания которых с 1925 года служил в составе 64-го стрелкового полка (22-я Краснодарская стрелковая дивизия), дислоцированного в Армавире, на должностях начальника полковой школы и начальника пулемётной команды.
В январе 1926 года назначен на должность командира пулемётной роты и роты одногодичников во Владикавказской пехотной школе, а в сентябре 1931 года направлен в 74-ю стрелковую дивизию, где служил на должностях помощника командира по строевой части 220-го и 221-го стрелковых полков, а с января 1933 года — на должности командира 221-го стрелкового полка.
В августе 1934 года назначен на должность военного руководителя Ростовского техникума физкультуры, в ноябре 1936 года — на должность командира батальона Ленинградской военно-политической школы, а в январе 1937 года — на должность начальника курса на стрелково-тактических курсах «Выстрел», одновременно в период с ноября учился на этих курсах, после окончания которых в июле 1938 года назначен на должность командира 85-й стрелковой дивизии (Уральский военный округ), дислоцированной в Челябинске, в августе того же года — на должность командира 51-го стрелкового корпуса, дислоцированного в Молотове, а в июле 1940 года — на должность командира 47-го стрелкового корпуса (Западный военный округ).

### Великая Отечественная война
С началом войны с Германией штаб корпуса выдвинулся из Бобруйска в район Обуз-Лесьна, вскоре получил задание объединить под своим началом оборону Барановичского направления, однако в обстановке паники и потери управления не смог установить связь с подчиненными дивизиями. Отойдя на восток, 27 июня, используя вспомогательные и отступающие войска, С. И. Поветкин пытался организовать оборону Бобруйска, затем линии реки Березина, однако сводный отряд 47-го корпуса был отброшен, 29 июня С. И. Поветкин был тяжело ранен и эвакуирован в Москву. Тем не менее, его действия в приграничном сражении в Западной Белоруссии были оценены высоко и он одним из первых за войну был награждён орденом Ленина.
После излечения в декабре назначен на должность заместителя командующего по тылу 31-й армии, с ноября 1942 года — командир 6-го стрелкового корпуса, ведшего оборонительные боевые действия западнее города Белый и участвовавшего в Ржевско-Вяземской наступательной операции. За умелое командование корпусом в этих операциях и проявленные при этом мужество и героизм Поветкин был награждён орденом Суворова 2 степени.
В апреле 1943 года назначен на должность командира 19-го гвардейского стрелкового корпуса, участвовавшего в ходе Спас-Деменской и Ельнинско-Дорогобужской наступательных операций. С ноября того же года — заместитель командующего войсками Белорусского военного округа, однако приказом НКО СССР от 27 февраля 1945 года снят с должности и в апреле назначен на должность заместителя командира 38-го гвардейского стрелкового корпуса, принимавшего участие в Венской и Пражской наступательных операциях, в ходе которых вышел на Эльбу.

### Послевоенная карьера
После окончания войны находился на прежней должности.
Генерал-лейтенант Степан Иванович Поветкин в августе 1946 года вышел в запас. Умер 1 мая 1965 года в Москве.

## Награды
- Два ордена Ленина (22.07.1941, 21.02.1945);
- Орден Красного Знамени (3.11.1944);
- Орден Суворова 2-й степени (9.04.1943);
- Орден Отечественной войны 1-й степени (28.09.1943);
- Медали.

## Воинские звания
- полковник (13.03.1936)
- комбриг (15.07.1938)
- генерал-майор (4.06.1940)
- генерал-лейтенант (28.04.1943)